# Арлінгтон (Аризона)
Арлінгтон (англ. Arlington) — переписна місцевість (CDP) в США, в окрузі Марікопа штату Аризона. Населення — 150 осіб (2020).

## Географія
Арлінгтон розташований за координатами 33°20′6″ пн. ш. 112°46′29″ зх. д. / 33.33500° пн. ш. 112.77472° зх. д. (33.334994, -112.774601). За даними Бюро перепису населення США в 2010 році переписна місцевість мала площу 6,07 км², уся площа — суходіл.

## Демографія
Згідно з переписом 2010 року, у переписній місцевості мешкали 194 особи в 73 домогосподарствах у складі 54 родин. Густота населення становила 32 особи/км². Було 99 помешкань (16/км²).
Расовий склад населення:
| - 69,1 % — білих - 1,5 % — корінних американців - 0,5 % — чорних або афроамериканців - 24,2 % — осіб інших рас |

До двох чи більше рас належало 4,6 %. Частка іспаномовних становила 29,9 % від усіх жителів.
За віковим діапазоном населення розподілялося таким чином: 25,8 % — особи молодші 18 років, 57,7 % — особи у віці 18—64 років, 16,5 % — особи у віці 65 років та старші. Медіана віку мешканця становила 47,0 року. На 100 осіб жіночої статі у переписній місцевості припадало 104,2 чоловіків; на 100 жінок у віці від 18 років та старших — 111,8 чоловіків також старших 18 років.
Цивільне працевлаштоване населення становило 13 особи. Основні галузі зайнятості: сільське господарство, лісництво, риболовля — 38,5 %, транспорт — 30,8 %, публічна адміністрація — 30,8 %.